# John Green (speaker)
Pour les articles homonymes, voir John Green et Green.
John Green, né à une date inconnue et mort en 1473, est un avocat et homme politique anglais.

## Biographie
Juge de paix dans son comté natal de l'Essex, enrichi par son mariage à la fin des années 1440 à Edith Helion (née Rolf), il devient propriétaire de terres et de manoirs dans ce comté. Il est élu une première fois pour représenter l'Essex à la Chambre des communes du Parlement d'Angleterre pour le parlement de 1455-1456. Alors que ce parlement est dominé par les partisans de la maison d'York, John Green semble ne pas avoir eu d'engagement partisan. Cette même année 1455 toutefois, il est employé comme conseiller juridique par le duché de Lancastre. À l'automne 1460, il est élu pour son deuxième parlement, puis est élu président de la Chambre des communes par ses pairs, malgré son peu d'expérience parlementaire. 
Le parlement qu'il préside s'avère être le dernier du règne d'Henri VI. Il siège du 7 octobre au 1er décembre 1460 et du 28 janvier au 3 février 1461, et est confronté à la revendication qu'exprime Richard Plantagenêt, duc d'York, qui réclame et obtient d'être nommé héritier du roi. John Green meurt en 1473 et est inhumé à Gosfield, dans l'Essex.